# Lupinus somaliensis
Espèce
Lupinus somaliensis est une espèce de plantes à fleurs dicotylédones de la famille des Fabaceae, sous-famille des Faboideae. C'est une plante herbacée originaire de Somalie.
Cette espèce fait partie des lupins à graines rugueuses de l'Ancien Monde, dont on a reconnu sept espèces à distribution souvent très limitée.
Lupinus somaliensis est probablement éteinte. Son statut d’espèce ne fait pas de doute selon le chercheur australien John Gladstones (1974), mais elle n'est connue que par un unique spécimen, collecté par Edith Cole et Lort Phillips et décrit par le botaniste britannique John G. Baker en 1895.

## Description
Lupinus somaliensis est une plante herbacée pérenne, aux tiges pileuses couvertes de poils de 1 à 2 mm de long. Les feuilles composées palmées sont constituées de 9 à 13 folioles oblancéolées mesurant jusqu'à 5 cm sur 0,8 cm, glabres à la face supérieure et densément pileuses à la face inférieure. Des stipules sétacées sont présentes. L'inflorescence est une grappe portant de nombreuses fleurs. Celles-ci, portées par un pédicelle court, présentent un calice de 12 à 13 mm de long, densément pileux et profondément divisé, et une corolle d'environ 18 mm de long, de couleur bleue avec des taches orange. Les fruits sont inconnus.

## Habitat
Cette espèce a été collectée sur les pentes rocheuses des monts Golis dans l'actuel Somaliland en 1895, à une altitude  de 1500 mètres environ. Elle n'a jamais été retrouvée ailleurs.